# (703) Noëmi
Pour les articles homonymes, voir Noémie.
(703) Noëmi est un astéroïde de la ceinture principale. Il a été découvert le 3 octobre 1910 par l'astronome autrichien Johann Palisa.
Sa désignation provisoire était 1910 KT.